# TheWrap
TheWrap es una compañía estadounidense de noticias especializada en el negocio del entretenimiento y los medios de comunicación a través de su página web, su blog y mediante material impreso y eventos presenciales. Fue fundada por la periodista Sharon Waxman en 2009.

## Descripción
Fundada en el año 2009 por Sharon Waxman, TheWrap ha recibido una variedad de premios y reconocimientos a lo largo de su trayectoria, entre los que destacan el galardón al mejor sitio web en 2018 en los Premios SoCal del L.A. Press Club y el premio a mejor sitio web de entretenimiento el mismo año en los Premios NAEJ. En 2016, esta última organización premió a TheWrap en las categorías de mejor fotografía y mejor espacio de opinión para el blog WaxWord de Sharon Waxman, así como el segundo lugar en la categoría de mejor sitio web de entretenimiento. TheWrap fue reconocido además como el mejor sitio de noticias en línea tanto en 2012 como en 2009 por el mismo grupo.
En noviembre de 2019, TheWrap fue nominado en varias categorías en la 12.ª edición de los Premios Nacionales de Periodismo de Arte y Entretenimiento del L.A. Press Club. Actualmente cuenta con columnistas como su fundadora Sharon Waxman, Steve Pond, Alonso Duralde y Anne Vásquez.